# Balarampur
Balarampur là một thị trấn thống kê (census town) của quận Puruliya thuộc bang Tây Bengal, Ấn Độ.

## Địa lý
Balarampur có vị trí 23°07′B 86°13′Đ / 23,12°B 86,22°Đ Nó có độ cao trung bình là 300 mét (984 foot).

## Nhân khẩu
Theo điều tra dân số năm 2001 của Ấn Độ, Balarampur có dân số 21.824 người. Phái nam chiếm 52% tổng số dân và phái nữ chiếm 48%. Balarampur có tỷ lệ 58% biết đọc biết viết, thấp hơn tỷ lệ trung bình toàn quốc là 59,5%: tỷ lệ cho phái nam là 70%, và tỷ lệ cho phái nữ là 45%. Tại Balarampur, 14% dân số nhỏ hơn 6 tuổi.